# المستشفى الجوي التخصصي
المستشفى الجوي التخصصي  هو مستشفى عسكري مصري يتبع إدارة الخدمات الطبية للقوات المسلحة المصرية، يقع في مدينة القاهرة الجديدة بمحافظة القاهرة، على مساحة 15 فدان، أنشأ سنة 2014، بلغت القدرة الاستيعابية للمجمع في 2014 حوالي 400 سرير.

## وصلات خارجية
- الموقع الرسمي للمستشفى.